# روناک حسین زاده
روناک حسین زاده (زادهٔ ۱۳۷۷ در ایران) تکواندوکار ایرانی است. او عضو تیم ملی و قهرمان جهان در مسابقات قهرمانی جهان هان مادانگ کره‌جنوبی ۲۰۲۳ و قهرمان کشور در مسابقات تکواندو آزاد بانوان کشور در سال ۱۳۹۷ است.

## زندگی شخصی
روناک حسین‌زاده که از نونهالی به‌طور تصادفی وارد رشته تکواندو شده است امید به حضور در المپیک دارد. او دارای مدرک کارشناسی ارشد رشته فیزیولوژی ورزشی دانشگاه شهید مدنی آذربایجان می‌باشد. حسین‌زاده در تمام رده‌های سنی در اردوهای تیم‌ملی منجمله اردو تیم ملی بزرگسالان حضور داشته است. او از نه سالگی زیر نظر مهری شعبانی مربی تکواندو اهل کردستان کار می‌کند. از آنجا که در مدرسه دانش‌آموز پر جنب و جوشی بود به پیشنهاد مدیر وقت مدرسه در باشگاه تکواندو ثبت‌نام و به نوعی به ناچار و بدون علاقه وارد این رشته شد. ولی بعد از آشنایی با رشته تکواندو و تمرین‌های متنوع مربی حرفه ای شهر سقز به این رشته علاقه‌مند و به‌طور حرفه‌ای به ورزش پرداخت. او در مسابقات نوجوانان مقام اول کشور را به‌دست‌آورد و همین موضوع باعث شد به اردوی تیم ملی برای حضور در مسابقات آسیایی دعوت شود. بعد از آن سال ۹۲ دوباره به اردو تیم ملی برای حضور در مسابقات چین تایپه راه پیدا کرد. او در سال ۹۳ برای کسب مسابقات المپیک جوانان در تیم‌ملی حضور داشته و تمرینات خوبی را پشت سر گذاشت اما یک ماه مانده به اعزام، به دلیل مصدومیت شانس حضور در مسابقات را از دست داد. سال ۹۵ در وزن سه رده سنی جوانان در تیم ملی ثابت بود اما به دلیل مشکلات مالی فدراسیون تکواندو، در مسابقات آسیایی شرکت نکرد.

## مسابقات

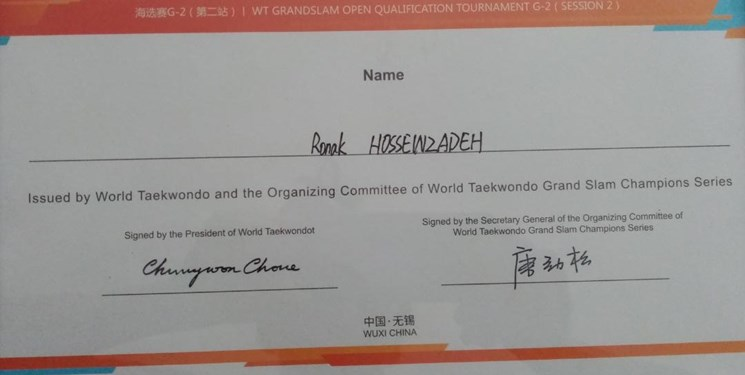
نام روناک حسین زاده با امضای فدراسیون جهانی تکواندو برای کسب سهمیه رقابت‌های گرنداسلم در چین

کسب مدال برنز مسابقات قهرمانی کشور نونهالان در سال۸۹، کسب مدال طلا مسابقات قهرمانی کشور نوجوانان در سال ۹۱، کسب مدال نقره مسابقات قهرمانی کشور نوجوانان در سال ۹۲، کسب مدال برنز مسابقات قهرمانی کشور نوجوانان در سال ۹۳، کسب عنوان نخبه ورزشی استان کردستان در سال ۹۳، کسب مدال برنز مسابقات قهرمانی کشور جوانان و بزرگسالان و مدال برنز مسابقات قهرمانی کشور امید در سال ۹۴، کسب مدال برنز مسابقات قهرمانی کشور جوانان و بزرگسالان در سال۹۵، کسب مدال طلا مسابقات قهرمانی آزاد کشور جوانان و بزرگسالان در سال ۹۶، کسب مدال نقره مسابقات بین‌المللی آذربایجان در سال ۹۸، مدال طلا مسابقات قهرمانی آزاد کشور جوانان و بزرگسالان و نیز مدال طلا مسابقات قهرمانی کشور دانشجویان دانشگاه آزاد در سال ۹۷ و کسب مدال طلا مسابقات قهرمانی کشور دانشجویان دانشگاه آزاد در سال ۹۸ از عناوین ورزشی روناک حسین‌زاده است.

### مسابقات جهانی هان مادانگ کره جنوبی ۲۰۲۳
رقابت‌های جهانی هان مادانگ از روز جمعه ۳۱ تیر ماه به میزبانی کشور کره جنوبی و با حضور تکواندوکارانی از ۵۸ کشور آغاز شد. حسین زاده با سایر اعضای تیم ایران در این مسابقات حضور پیدا کرد و در روز سوم موفق شد یک نشان ارزشمند طلا و یک مدال نقره را کسب کند. او در روز سوم این مسابقات در آیتم «سوننال سرعتی» موفق به کسب مدال طلا و در آیتم «پال کیوکپا» نیز نشان نقره را به خود اختصاص داد.

### مسابقات قهرمانی کشور ۱۳۹۷
در این رقابت‌ها ۳۶۵ تکواندوکار دختر از سراسر کشور در تهران حضور داشته و رقابت‌های خود را در اوزان مختلف به مدت سه روز انجام دادند. با برگزاری مبارزه اوزان ۴۶-، ۵۳-، ۶۲- و ۷۳- کیلوگرم نفرات برتر بخش انفرادی این رقابت‌ها معرفی شدند. روناک حسین زاده در این رقابت‌های در وزن ۶۲- کیلوگرم توانست نشان طلا را کسب کند.

### مسابقات تکواندوی قهرمانی کارگران
مسابقات قهرمانی تکواندو کارگران و کارخانجات کشور در سال‌های ۱۴۰۰ و ۱۴۰۲ در دو بخش زنان و مردان به انجام رسید. در این دوره از مسابقات حسین زاده به مدال طلا دست یافت.

### مسابقات تکواندوی قهرمانی دانشجویان کشور
روناک حسین زاده دانشجوی کارشناسی ارشد رشته فیزیولوژی ورزشی از تیم دانشجویی تکواندوی دانشگاه شهید مدنی آذربایجان، با درخشش در پانزدهمین المپیاد فرهنگی ورزشی دانشجویان کشور که در تابستان سال ۱۴۰۱ بمیزبانی دانشگاه تبریز برگزار شد موفق به کسب مدال طلای این مسابقات شد.

## نگارخانه

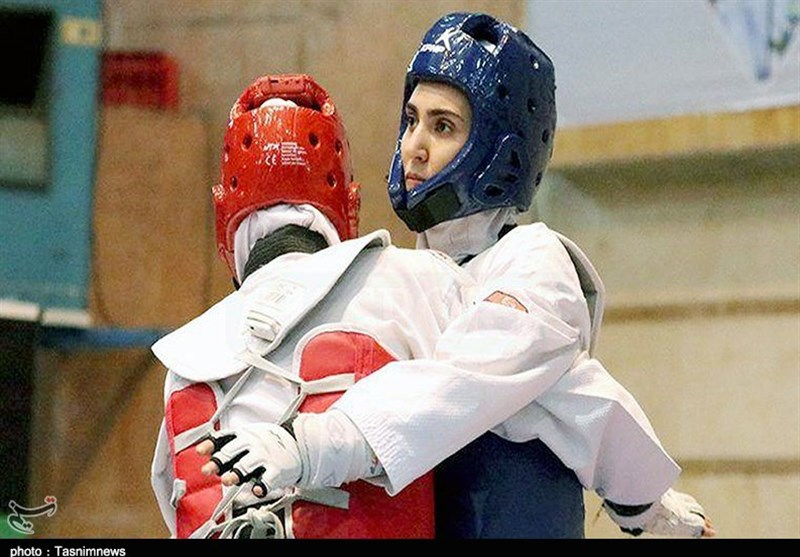
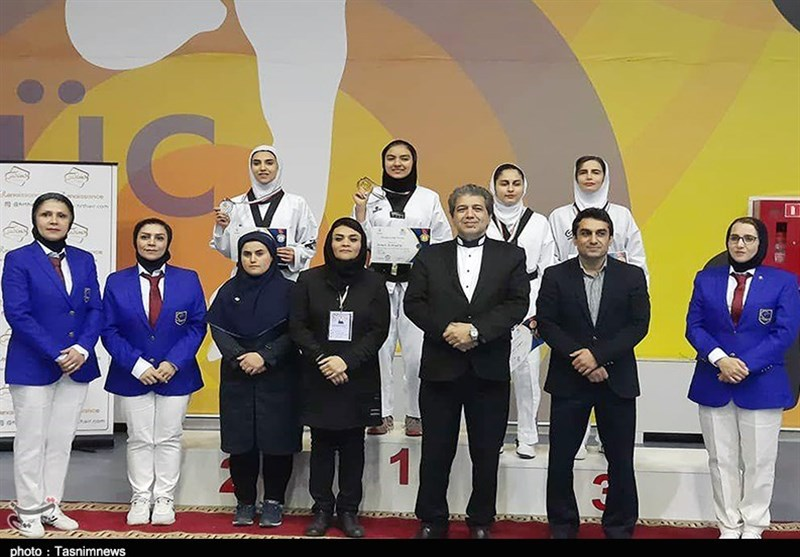
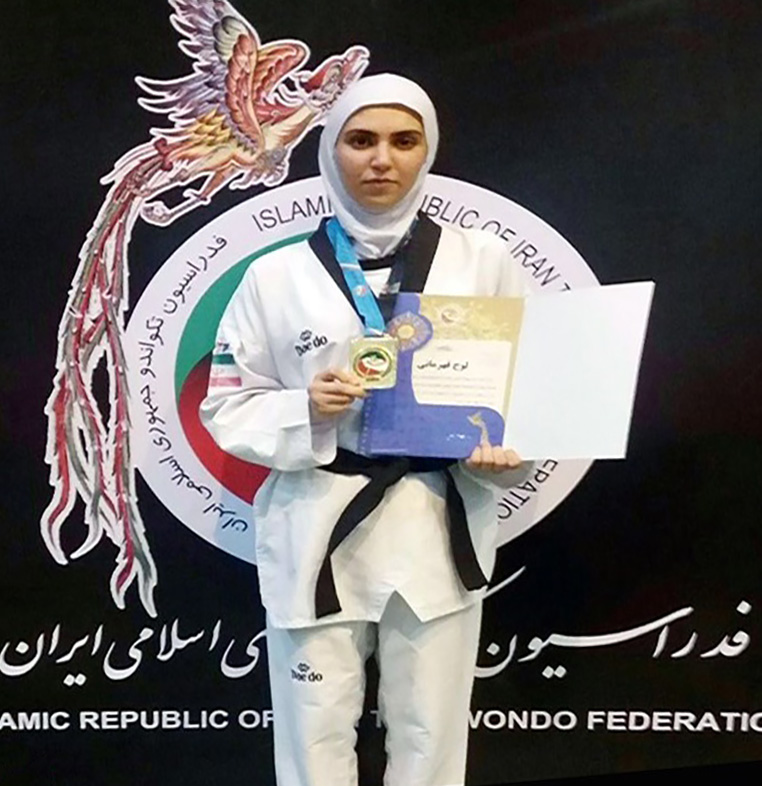
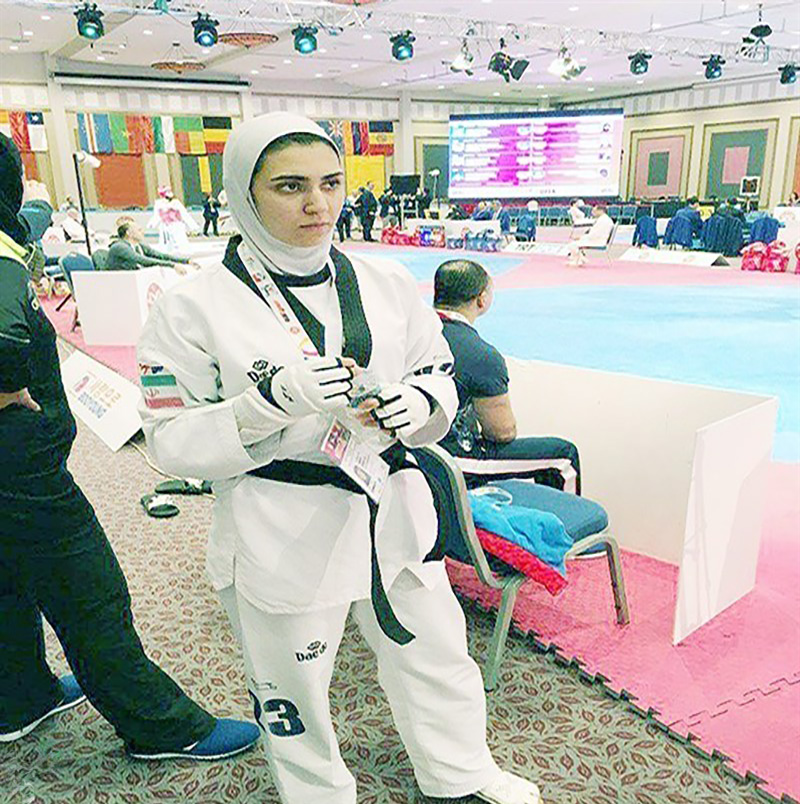
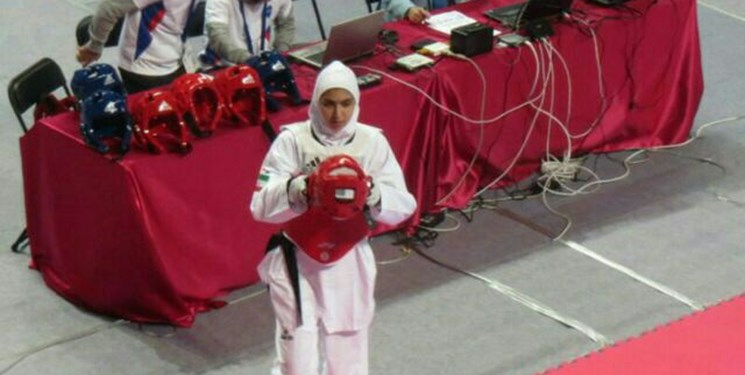